# Passerina obtusifolia
Passerina obtusifolia är en tibastväxtart som beskrevs av Thoday. Passerina obtusifolia ingår i släktet Passerina och familjen tibastväxter. Inga underarter finns listade i Catalogue of Life.